# Томар (Абайская область)
Томар (каз. Томар) — село в Аксуатском районе Абайской области Казахстана. Входит в состав Ойшиликского сельского округа. Код КАТО — 635859600.

## Население
В 1999 году население села составляло 164 человека (93 мужчины и 71 женщина). По данным переписи 2009 года, в селе проживало 129 человек (81 мужчина и 48 женщин).